# Уногундури
Уногундурите се етническа група в Източна Европа през VI-VII век, подразделение на прабългарите.
Племето уногундури е принадлежало към прабългарите от източния клон (кутригурите-западен, утигурите-източен). След като Тюркския хаганат покорява утигурите (които са били главното, представителното племе), уногундурите, начело на които застава хан Кубрат, започват действия против тюрките. Това става с известна подкрепа от страна на Византия. Утигурите още от времето на Юстиниан I са в добри отношения с империята. Когато тюрките настъпват, Кубрат е изпратен с вуйчо си Органа в Константинопол. Византия е спомогнала Кубрат да се върне начело на племето си и да отблъснат тюрките.
Впоследствие уногундурите заемат първо, главно място между обединените прабългарски племена или орди при образуването на Стара Велика България.